# Пирен
Пире́н — химическое соединение с формулой C16H10, конденсированный полициклический ароматический углеводород. При обычных условиях — белое кристаллическое вещество. При длительном хранении желтеет из-за образования продуктов окисления.

## Получение и свойства
Впервые пирен был получен из каменного угля, в котором его содержание может достигать 2 %.
Пирен образуется в результате различных процессов горения. Так, например, при работе двигателя внутреннего сгорания легкового автомобиля образуется около 1 мкг этого соединения на 1 км пробега.

## Химические свойства
При окислении соединениями хрома(VI), например, хроматами, образуется перинафтенон, а затем нафталин-1,4,5,8-тетракарбоновая кислота.
Пирен гидрируется и склонен к галогенированию и нитрованию—реакциям электрофильного замещения, вступает в реакцию Дильса — Альдера с разной степенью селективности по выходу продуктов реакции. Бромирование происходит в одно из трех положений.
При восстановлении металлическим натрием образуется анион-радикал, из которого далее можно получить множество ароматических комплексов с пи-связью.